# Barbareskenkriege
Als Barbareskenkriege (englisch Barbary Wars) werden zwei kriegerische Auseinandersetzungen zwischen den Vereinigten Staaten von Amerika und den nordafrikanischen Barbareskenstaaten während des frühen 19. Jahrhunderts bezeichnet.
- Amerikanisch-Tripolitanischer Krieg (1801–1805)
- Amerikanisch-Algerischer Krieg (1815)

Wiederholt aufflackernde Kriege zwischen den Barbareskenstaaten und europäischen Seemächten hatte es schon im 17. und 18. Jahrhundert gegeben und gab es auch noch einige Jahre nach den beiden obengenannten Militäraktionen. 